# Dynamine braziliensis
Dynamine braziliensis är en fjärilsart som beskrevs av Talbot 1932. Dynamine braziliensis ingår i släktet Dynamine och familjen praktfjärilar. Inga underarter finns listade i Catalogue of Life.